# Донецький державний інститут здоров'я, фізичного виховання і спорту
Донецький державний інститут здоров'я, фізичної культури і спорту — вищий навчальний заклад, який готує спеціалістів з напрямків фізичної культури й спорту, оздоровчої фізкультури та реабілітації. Підпорядковується Міністерству у справах сім'ї, молоді та спорту України.

## Історія
Заснований у 1989 році, як факультет Дніпропетровського інституту фізичної культури і спорту, на базі Донецького технікуму фізичної культури. Сучасну назву отримав у 1995 році.
Станом на 2008 рік до складу університету входили 3 факультети (олімпійського та професійного спорту, педагогіки та фізичної реабілітації), 6 катедр. Працювали 80 викладачів, з них 11 докторів та 24 кандидати наук, навчалося 1 012 студентів. Вченими вишу видано понад 10 монографій і навчальних посібників, 200 методичних матеріалів.
В інституті працювали доктори медичних наук І. Донець, О. Зенін, Т. Кудінова, О. Селезньов, доктор наук з фізичного виховання та спорту Н. Соколова.
У 1996 році ректором став Олексій Демінський.

## Відомі випускники
- Рустам Аджі — борець греко-римського стилю[1]
- Руслан Батруддінов - кікбоксер[1]
- Олег Зінов'єв - кікбоксер[1]
- Юрій Єрмаков -  спортивний гімнаст[1]
- Віктор Земцев - тріатлоніст[1]
- Олег Кирюхін -  боксер[1]
- Володимир Рибін - велогонщик[1]
- Віталій Кондрут - велогонщик